# Campomigliaio
Campomigliaio è una frazione del comune italiano di Scarperia e San Piero, nella provincia di Firenze, in Toscana.
Situata a circa 4 km dal comune cui appartiene, a circa 330 m s.l.m. nella valle del Mugello, conta oltre 300 abitanti. È attraversato dal torrente Carza e costeggiato dalla via Bolognese. Circa 10 anni fa ha visto una lieve espansione con la costruzione delle cosiddette "Case Nuove" alla destra del torrente a nord del paese.
Nella frazione è presente la chiesa di Santo Stefano a Cornetole. Il prospiciente luogo di balneazione noto ai fiorentini è stato prosciugato a seguito del passaggio della talpa meccanica che ha scavato le gallerie della linea ferroviaria ad alta velocità Bologna-Firenze.